# اورتوق (شهرستان قوچقار)
اورتوق (به قرقیزی: Орток، ورتوق) یک منطقهٔ مسکونی در قرقیزستان است که در شهرستان قوچقار واقع شده‌است. اورتوق ۱٬۲۸۳ نفر جمعیت دارد و ۲٬۰۴۰ متر بالاتر از سطح دریا واقع شده‌است.